# Armstrong Whitworth Whitley
Armstrong Whitworth Whitley var ett brittiskt tungt bombflygplan som konstruerades i mitten av 1930-talet. Det var i början av andra världskriget det enda bombflygplan som var specifikt designat för nattbombningar och var fram till att fyrmotoriga bombflygplan infördes det tyngsta bombflygplanet i RAF Bomber Command. Från 1942 fram till krigsslutet användes de huvudsakligen som transportflygplan och marint patrullflygplan.

## Utveckling
Armstrong Whitworth Whitley började konstrueras 1934 som ett svar på luftministeriets specifikation B.3/34. Armstrong Whitworths chefsingenjör John Lloyd valde att använda det kombinerade bomb- och transportflygplanet A.W.23 som bas. Kapprustningen med Nazityskland gjorde att luftministeriet redan i juni 1935, långt innan prototypen ens flugit, beställde 80 flygplan. Efter 34 tillverkade Whitley Mk.I med Tiger IX-motorer växlade man över tillverkningen till Mk.II med kompressorladdade Tiger VIII-motorer vilket gav 125 hk mer.
Eftersom Whitley var byggd för nattbombningar i en tid när nattjaktflygplan ännu inte hade radar var den defensiva beväpningen relativt klen; bara två Vickers K-kulsprutor, en i nosen och en i stjärten. Mk.III var ett försök att förbättra den defensiva beväpningen. Nostornet byttes ut mot ett motordrivet Nash & Thompson FN-16 torn, men fortfarande med bara en kulspruta. Det kompletterades av ett nedsänkbart FN-17 kulsprutetorn med två Browning-kulsprutor under buken.
Modellen Mk.IV var ett stort steg framåt. I stället för Tiger-motorer hade den Merlin IV-motorer på 1 030 hk. Dessutom var beväpningen betydligt förbättrad. Det nedsänkbara kulsprutetornet, som aldrig fungerade särskilt bra, togs bort och i stället installerades ett Nash & Thompson FN-10 torn med två kulsprutor i stjärten. Dessutom förbättrades bombfällarens arbetsmiljö genom att bombsiktet placerades bakom glas under nostornet i stället för i en lucka under nosen. En handfull av dem byggdes med ännu starkare Merlin X-motorer på 1 145 hk och betecknades då Mk.IVA.
Den talrikaste och mest utvecklade modellen var Mk.V. Den hade samma Merlin X-motorer som Mk.IVA, men var förlängd 380 mm bakom stjärten vilket gav akterskytten större eldområde. Stjärttornet byttes också ut mot ett FN-20 med fyra kulsprutor. Whitley Mk.V var det första bombflygplan som fick så tung beväpning i ett torn och blev därmed också det bombflygplan som var bäst skyddat mot anfall bakifrån. Dessutom hade den större bränslemängd och finesser som avisning av vingarna. Mk.VII var en version som byggdes för RAF Costal Command med en sjätte besättningsman, extra bränsletankar i bombutrymmet och radarn ASV Mk.II.

## Användning
De första Whitley-bombarna började levereras till No.10 Squadron i mars 1937. Vid andra världskrigets utbrott i september 1939 hade sex divisioner utrustats med Whitleys och de utgjorde då de enda tunga bombdivisionerna i RAF Bomber Command. Till en början användes Whitleys enbart till att släppa ned flygblad över Tyskland, men det ändrades när Tyskland inledde Fall Gelb i maj 1940. Det första bombanfallet mot mål i Tyskland genomfördes natten mellan 11 och 12 maj då 36 stycken Whitleys anföll bangården i Mönchengladbach. Även det första anfallet mot Italien 11–12 juni och det första anfallet mot Berlin 25–26 augusti genomfördes av Whitley-bombare.
I början av 1941 hade fyrmotoriga bombflygplan som Short Stirling och Handley Page Halifax börjat levereras. De kunde inte bara ta större bomblast än Whitley, de hade också bättre defensiv beväpning och Halifax var dessutom betydligt snabbare. I april 1942 togs Whitley ur tjänst som bombflygplan även om ett flertal togs i anspråk för ”tusenplansräden” mot Köln i slutet av maj. I stället användes Whitleys för att bogsera lastglidflygplan och för att släppa fallskärmsjägare. Whitleys spelade en viktig roll i operation Biting när No.51 Squadron släppte ner ett kompani brittiska fallskärmsjägare som erövrade den tyska radarstationen i Bruneval.
Även RAF Costal Command använde Whitleys för att spana efter ubåtar. Totalt fyra tyska ubåtar förstördes av eller med hjälp av Whitley-bombare (U-751, U-705, U-261 och  U-564). Dessutom skadades U-256 i september 1942 så svårt att den inte kunde tjänstgöra på nästan ett år.

## Varianter
- Mk.I – Första produktionsserien med Tiger IX-motorer. 34 byggda.
- Mk.II – Andra produktionsserien med Tiger VIII-motorer. 46 byggda.
- Mk.III – Version med förbättrad defensiv beväpning och möjlighet att bära tyngre bomber. 80 byggda.
- Mk.IV – Version med ytterligare förbättrad defensiv beväpning och Merlin IV-motorer. 33 byggda.
- Mk.IVA – Mk.IV med Merlin X-motorer på 1 145 hk. 7 byggda.
- Mk.V – Tredje produktionsserien med Merlin X-motorer, längre räckvidd och avisning. 1 466 byggda.
- Mk.VI – Projekterad modell med Pratt & Whitney R-1830 Twin Wasp-motorer. Inga byggda.
- Mk.VII – Marin version med extra bränsletankar, ytterligare en besättningsman och radar. 146 byggda.

## Liknande flygplan
- Avro Manchester
- Junkers Ju 86
- Vickers Wellington